# Hydroscand
Hydroscand är ett svenskt företag inom slang- och ledningskomponenter. 
Företaget finns representerat i över 20 länder i Europa, Asien och Afrika. Hydroscand Group, koncernen, har drygt 1 400 anställda på över 250 filialer och omsätter 295 MEUR (2021). 
I Sverige bedrivs verksamheten på över 70-tal filialer, Slangservice-butiker, med huvudkontor i Sköndal, Stockholm.